# Chianchitta-Pallio
Chianchitta-Pallio è un quartiere a sud di Giardini-Naxos, è anche definita una zona commerciale.
Il quartiere è composto dalla zona Pallio che si trova nella zona di Giardini-Naxos, mentre Chianchitta che si trova sia nel territorio Giardinese e sia in quello Taorminese, infatti, il quartiere è diviso in due parti grazie ad una strada che porta da un capo all'altro del paese.